# Synagoga Ramban w Jerozolimie
Synagoga Ramban w Jerozolimie (hebr. בית כנסת הרמב"ן) – najstarsza czynna synagoga na terenie Dzielnicy Żydowskiej Starego Miasta w Jerozolimie, znajdująca się na rogu ulicy Ha-Yehudim i placu Rova.
Budowa synagogi została rozpoczęta w 1267 roku przez Nahmanidesa (Rabbi Mosze ben Nahman, którego imię jest często skracane jako Ramban), który został wygnany z Aragonii i w 1267 roku znalazł schronienie w Ziemi Świętej. Tam zaadaptował zrujnowany dom na synagogę. Leży ona 3 metry pod poziomem ulicy, gdyż budynki dhimmów nie mogły być wyższe od meczetów. Sklepienie budowli opiera się na romańskich i bizantyjskich kapitelach kolumn. Brak wpływów architektury muzułmańskiej i gotyckiej świadczy, że pochodzi ona z okresu przed wyprawami krzyżowymi.
W 1599 roku synagoga została zamknięta na polecenie tureckiego gubernatora Jerozolimy - budynek wykorzystywany był jako warsztat. Stopniowo Żydzi sefardyjscy utworzyli swoje centrum na sąsiednim miejscu gdzie dziś stoi synagoga Yochanan ben Zakai. W 1835 roku Żydzi uzyskali zgodę na remont i połączyli obie synagogi. W XX wieku budynek został skonfiskowany przez muftiego Jerozolimy i zamieniony na młyn i wytwórnię serów. Po wojnie w 1948 roku został zniszczony przez Arabów. Po wojnie sześciodniowej w 1967 roku synagoga została ponownie otwarta.